# Humoresk Melodios
Die Humoresk Melodios waren zwischen 1934 und 1943 ein deutsches Vokalensemble.

## 1934
Mit der Auflösung der Fidelios (vorher Harmony Boys) gründen sich aus den Mitgliedern und weiteren Sängern die Melodisten und die Humoresk Melodios:
- Olaf Meitzner (1. Tenor)
- Erich Bergau (2. Tenor),
- Herbert Imlau (Bariton),
- Werner Rössler (Bass)
- Fried Walter (Piano)

In ihren ersten Auftritt hatten die Humoresk Melodios noch unter dem alten Namen Fidelios am 13. Januar 1934 in Stettin. Kurz danach hatten ihre alten Fidelios-Mitglieder – mittlerweile bei den Melodisten – Werner Doege und Wolfgang Leuschner eine amtliche Verfügung erwirkt, wonach die neu besetzte Gruppe weder das alte Repertoire bringen noch sich Fidelios nennen dürfen. Ein Gericht verteilte die Lieder auf die beiden Nachfolgegruppen und untersagte die weitere Verwendung des Namens Fidelios.
Im März 1934 hatten Humoresk Melodios ihren ersten Filmauftritt in „Freut euch des Lebens“. Sie sangen „Ein wenig Leichtsinn kann nicht schaden“ und waren in einer kurzen Szene in Nahaufnahmen als Jodler zu sehen.
Im Mai 1934 schied Herbert Imlau wegen künstlerischer Differenzen aus. Olaf Meitzner übernahm die Bariton-Stimme und mit Alfred Thomas wurde ein neuer Tenor besetzt.
- Alfred Thomas (1. Tenor)
- Erich Bergau (2. Tenor),
- Olaf Meitzner (Bariton),
- Werner Rössler (Bass)
- Fried Walter (Piano)

Im Juli 1934 arrangierte Fried Walter eine parodistische Version von Ketelbys „Auf einem persischen Markt“, das zur Erkennungsmelodie des Ensembles wurde, auch wenn keine Schallplattenaufnahmen gemacht wurden.
Im September 1934 stand die Gruppe für den Kurztonfilm „Die rosarote Brille“ von Hans Deppe vor der Kamera.
Ebenfalls im September 1934 entstanden die blauweißen Anzüge der Humoresk Melodios, die sie zum Markenzeichen wählten, um sich optisch von der Konkurrenz abzusetzen. Den ersten Auftritt in ihren neuen Anzügen war im „Regina“ in Dresden.

## 1935
Durch einen Unfall von Werner Rössler im Juni und durch eine Krankheit von Olaf Meitzner musste die Gruppe pausieren. In dieser Zeit verließ auch Fried Walter die Gruppe, um seinen klassischen Ambitionen nachzugehen.
Erst im Herbst 1935 machte die Gruppe mit neuem Pianisten weiter:
- Alfred Thomas (1. Tenor)
- Erich Bergau (2. Tenor),
- Olaf Meitzner (Bariton),
- Werner Rössler (Bass)
- Siegfried Schulz (Piano)

## 1936
Das erste Konzert folgte Februar 1936 in Stuttgart.

## 1937
November 1937 treten die Humoresk Melodios in der Revue „Sonnenschein für alle“ im „Apollo-Theater“ in Nürnberg auf, wieder in veränderter Besetzung:
- Erich Bergau (Tenor),
- Werner Rössler (Bass)
- Hans Nowak (Bariton, ehemals Melody Gents)
- Siegfried Schulz (Piano)

## 1939–1943
Mit dieser Revue waren sie bis Anfang 1939 auf Tournee. Danach änderte sich erneut die Besetzung:
- Alfred Thomas (1. Tenor)
- Erich Bergau (2. Tenor)
- Olaf Meitzner (Bariton),
- Hans Nowak (Bass)
- Fried Walter (Piano)

Zahlreiche Engagements folgen, während des Kriegs dann verstärkt als Truppenbetreuung. Da Hans Nowak als „Halbjude“ nicht mehr auftreten durfte, schied er aus. Auch der Rest der Gruppe musste sich dem Zeitgeist beugen und auf das „humoresk“ verzichten. Zum letzten Mal traten die Melodios im Juni 1943 in Nürnberg auf.

## Schallplatten
| Titel                                            | Begleitung                | Plattenfirma              | Aufnahmejahr |
| ------------------------------------------------ | ------------------------- | ------------------------- | ------------ |
| Sprich zu mir vom Glück                          |                           |                           | 1935         |
| Marikka (Forty Second Street)                    |                           |                           |              |
| Hofkonzert im Hinterhaus (Organ Grinder's Swing) |                           | Telefunken-Musikus M 6351 | 1937         |
| Wochenend-Fox                                    | Orchester James Kok       |                           | 1935         |
| Kleine Möwe fliegt nach Helgoland                | Erwin Hartung             |                           |              |
| Ich war Heut' auf dem Fundbüro                   | Orchester James Kok       |                           |              |
| Dämmerung                                        | Orchester James Kok       |                           |              |
| Eine kleine Insel liegt im blauen Meer           | Orchester Adalbert Lutter |                           |              |
| Ein Märchen aus Wien                             |                           | Grammophon 10216A         | 1934         |
| Ein Bummel durch das deutsche Lied               |                           | Grammophon 10216B         | 1934         |
| Sonnenschein für alle                            | Orchester Otto Stenzel    | Gloria 41283              | 1939         |
| Ich wollt' ich wär ein Huhn                      |                           | Grammophon 10521          | 1936         |
| Ein wenig Leichtsinn kann nicht schaden          |                           | Grammophon 10234          | 1934         |
| Das macht der Fridolin mit einer Hand            |                           | Grammophon 10256          | 1934         |
| Wenn ich das große Los gewinn                    |                           | Grammophon 10342B         | 1935         |
| Regentropfen / Alle kleinen Englein tanzen       |                           | Grammophon 10426          | 1935         |

## Filme
- Freut euch des Lebens (Deutschland 1934)
- Die rosarote Brille (Deutschland Kurzfilm 1934)